# アンダース・ヤリード
アンデシュ・ペル・ヤリード（Anders Per Järryd, 1961年7月13日 - ）は、スウェーデン・リドシェーピング出身の元男子プロテニス選手。1980年代から1990年代前半にかけて活躍し、スウェーデンの男子プロテニス界の最盛期をリードした選手のひとりである。ヤリードは優れたダブルス選手として、男子ダブルスですべての4大大会でのタイトルを獲得する「キャリア・グランドスラム」を達成した。自己最高ランキングはシングルス5位、ダブルス1位。ATPツアーでシングルス8勝、ダブルスで4大大会「8勝」を含む59勝を挙げた。

## 経歴
1980年にプロ入り。1981年から男子テニス国別対抗戦デビスカップスウェーデン代表選手になる。1983年全仏オープン男子ダブルスで、ヤリードは同じスウェーデンのハンス・シモンソンとペアを組み、決勝でマーク・エドモンドソン/シャーウッド・スチュワート組を破って初優勝した。1984年後半から、ヤリードはダブルスでステファン・エドベリとペアを組む機会が多くなる。同年暮れの12月16日-18日、デビスカップ1984決勝の対アメリカ戦が地元スウェーデンで行われた。ヤリードとエドベリは、第3試合のダブルス戦でジョン・マッケンロー/ピーター・フレミング組に勝ち、スウェーデン代表は1975年以来9年ぶり2度目のデビスカップ優勝を飾った。マッケンローとフレミングは長年アメリカ代表の「無敗ペア」であったが、ヤリードとエドベリにデビスカップダブルス戦の連勝記録を止められ、2人のペアの記録は「14勝1敗」で止まった。
1985年にヤリードはシングルスでも成績を伸ばし、ウィンブルドン選手権で初の準決勝に進出した。ヤリードを準決勝で破ったボリス・ベッカーは、この大会の初優勝で「17歳7ヶ月」の大会最年少優勝記録を樹立する。続く全米オープンでは、ヤリードはマッツ・ビランデルとの準々決勝を途中棄権した。2年後の1987年、ヤリードは4大大会男子ダブルスで年間3冠獲得を達成した。全豪オープンと全米オープンではステファン・エドベリと組んだが、途中の全仏オープンではロバート・セグソと組んでいる。セグソと組んだ全仏オープン決勝では、地元フランスのヤニック・ノア/アンリ・ルコント組を2セット先取されてから逆転し、続く3セットを連取して6-7, 6-7, 6-3, 6-4, 6-2の逆転勝利を収めた。この年に唯一ダブルス優勝を逃したウィンブルドン選手権では、ヤリードとエドベリは準決勝でエミリオ・サンチェス/セルヒオ・カサル組に敗れた。1987年度のヤリードは、ダブルスで4大大会3冠を含む年間8勝を記録した。
1988年ソウル五輪は、オリンピックテニス競技が復活し、プロ選手の出場が認められた歴史的な大会である。ヤリードはオリンピックのスウェーデン代表選手として初参加し、シングルスは3回戦で敗退したが、エドベリとのダブルスで銅メダルを獲得した。1989年から、ヤリードは大半のトーナメントでジョン・フィッツジェラルドと組むようになる。ついに1989年ウィンブルドン選手権で、ヤリードはフィッツジェラルドとのペアで初優勝を飾り、「キャリア・グランドスラム」達成者の1人となった。
30歳を迎えた1991年、アンダース・ヤリードはフィッツジェラルドとのペアで全仏オープン・ウィンブルドン・全米オープンに3連勝を成し遂げ、自身のキャリアで2度目の4大大会ダブルス年間3冠獲得を達成した。しかし、ヤリードとフィッツジェラルドは1992年全豪オープンで3回戦敗退に終わり、4大大会ダブルス4連勝を逃してしまう。1993年全豪オープンでは、このペアで決勝に進み、ヤリードにとってはステファン・エドベリと組んだ1987年以来6年ぶり2度目の全豪決勝の舞台に立ったが、ここでも準優勝に終わった。結局、ヤリードはフィッツジェラルドとの同一ペアによるキャリア・グランドスラムを果たせなかった。
ヤリードは現役を引退する1996年まで、スウェーデンを代表するダブルス選手として精力的な活動を続けた。彼と同じ年に、ステファン・エドベリも30歳で現役引退を表明し、スウェーデンの男子テニス界の黄金期が幕を閉じた。

## 4大大会ダブルス優勝
- 全豪オープン：1勝（1987年）　［準優勝1度：1993年］
- 全仏オープン：3勝（1983年・1987年・1991年）　［準優勝2度：1986年・1989年］
- ウィンブルドン：2勝（1989年・1991年）　［準優勝1度：1988年］
- 全米オープン：2勝（1987年・1991年）　［準優勝1度：1984年］

## ダブルス成績
0
| 大会           | 1981  | 1982  | 1983  | 1984  | 1985  | 1986  | 1987  | 1988  | 1989  | 1990  | 1991  | 1992  | 1993  | 1994  | 1995  | 1996  | SR     |
| -------------- | ----- | ----- | ----- | ----- | ----- | ----- | ----- | ----- | ----- | ----- | ----- | ----- | ----- | ----- | ----- | ----- | ------ |
| 全豪オープン   | 1R    | A     | 2R    | A     | A     | NH    | W     | QF    | QF    | A     | 3R    | 3R    | F     | 3R    | A     | A     | 1 / 9  |
| 全仏オープン   | A     | 1R    | W     | 3R    | SF    | F     | W     | F     | SF    | 1R    | W     | 2R    | 3R    | 2R    | 3R    | A     | 3 / 14 |
| ウィンブルドン | A     | 2R    | SF    | 3R    | 3R    | 1R    | SF    | F     | W     | 1R    | W     | 2R    | 2R    | 1R    | 1R    | 1R    | 2 / 15 |
| 全米オープン   | A     | A     | 2R    | F     | 2R    | 2R    | W     | 3R    | SF    | QF    | W     | 3R    | A     | 1R    | 3R    | A     | 2 / 12 |
| SR             | 0 / 1 | 0 / 2 | 1 / 4 | 0 / 3 | 0 / 3 | 0 / 3 | 3 / 4 | 0 / 4 | 1 / 4 | 0 / 3 | 3 / 4 | 0 / 4 | 0 / 3 | 0 / 4 | 0 / 3 | 0 / 1 | 8 / 50 |